# Maranhão AC
Maranhão Atlético Clube – brazylijski klub piłkarski z siedzibą w mieście São Luís, stolicy stanu Maranhão.
Klub Maranhão znany jest także często jako MAC.

## Osiągnięcia
- Mistrz stanu Maranhão (Campeonato Maranhense) (15): 1937, 1939, 1941, 1943, 1951, 1963, 1969, 1970, 1979, 1993, 1994, 1995, 1999, 2007, 2013
- Finał Copa Norte: 2000
- Taça Cidade de São Luís: 2006

## Historia
Klub Maranhão założony został 24 września 1932 roku, a pięć lat później zdobył swoje pierwsze mistrzostwo stanu (Campeonato Maranhense).
W 1979 roku Maranhão zadebiutował w pierwszej lidze brazylijskiej (Campeonato Brasileiro Série A) i zajął w niej 26 miejsce. W następnym roku klub zajął ostatnie, 44 miejsce, i spadł do drugiej ligi brazylijskiej (Campeonato Brasileiro Série B).
W 2000 roku Maranhão dotarł do finału Copa Norte, gdzie przegrał z klubem São Raimundo.

### Piłkarze w historii klubu
- Clemer